# ناوکی ساتو
ناوکی ساتو (ژاپنی: 佐藤 尚輝؛ زادهٔ ۱۲ ژوئیهٔ ۱۹۹۶) یک بازیکن فوتبال اهل ژاپن است.
از باشگاه‌هایی که در آن بازی کرده‌است می‌توان به باشگاه فوتبال آزول کلارو نومازو اشاره کرد.